# Hatu-Builico (Aldeia)
Hatu-Builico ist eine osttimoresische Aldeia im Suco Nuno-Mogue (Verwaltungsamt Hatu-Builico, Gemeinde Ainaro). 2015 lebten in der Aldeia 1583 Menschen.

## Geographie und Einrichtungen

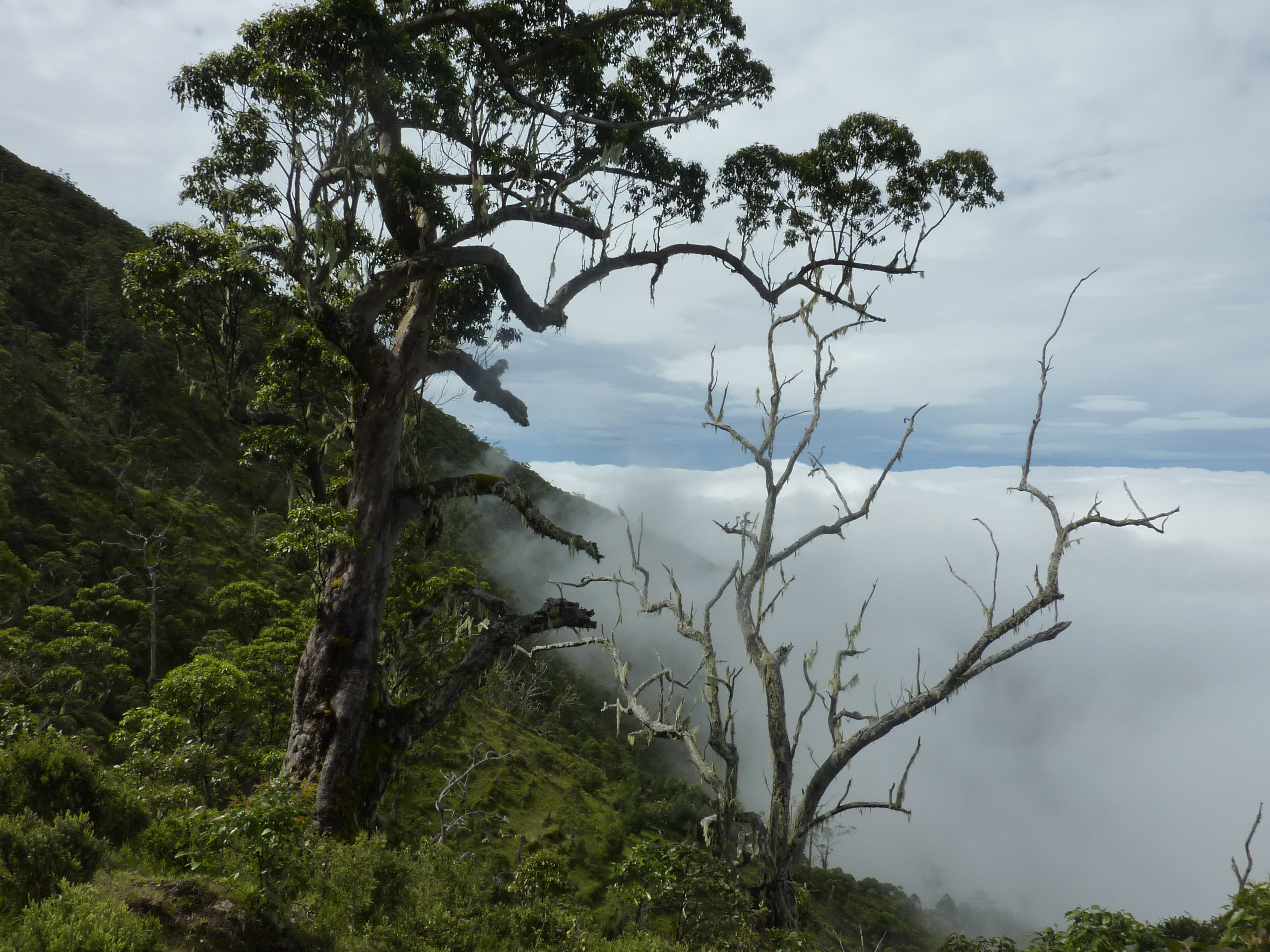
Aufstieg zum Tatamailau

Die Aldeia Hatu-Builico bildet das Zentrum von Nuno-Mogue. Nördlich befindet sich die Aldeia Mausoromata, südlich die Aldeias Tucaro und Lebulau. Im Osten grenzt Hatu-Builico an den Suco Mulo, im Südwesten an den Suco Manutaci und im Westen an die Gemeinde Ermera, mit den Sucos Baboi Leten (Verwaltungsamt Atsabe) und Catrai Caraic (Verwaltungsamt Letefoho). Im Westen steigt das Land mit den Ramelau-Bergen auf eine Meereshöhe von über 2500 m. Der Gipfel des Tatamailaus, Osttimors höchstem Berg, befindet sich bereits auf Gebiet von Ermera. Der einfachste Aufstieg führt auf dem Berg von Hatu-Builico aus.
Größter Ort ist Hatu-Builico, im Norden der Aldeia. Hier befinden sich neben zwei Grundschulen und einem Hospital der Sitz des Verwaltungsamtes, der Markt Nuno-Mogue und eine Pousada. Im Süden des Ortes liegt der Friedhof. Weiter südlich befinden sich das Dorf Tual-Rem, Weiler wie Morocati und verstreute Häuser. In Tual-Rem steht eine weitere Grundschule.